# Vârful Poienița, Munții Metaliferi
Vârful Poienița, Munții Metaliferi este cel mai înalt vârf muntos, având 1.437 m, al Munților Metaliferi, munți de altitudine joasă de origine vulcanică din Carpații Occidentali ai României.